# 大渡河路駅
大渡河路駅（だいとがろえき）は上海市普陀区に位置する上海地下鉄13号線、15号線の駅である。

## 駅構造
相対式ホーム2面2線（13号線）、島式ホーム1面2線（15号線）の地下駅。

### のりば
| ホーム                  | 路線   | 行先                           |
| ----------------------- | ------ | ------------------------------ |
| 13号線ホーム（地下2階） |        |                                |
| ①                       | 13号線 | 金運路方面                     |
|                         | 13号線 | 留置線                         |
| ②                       | 13号線 | 金沙江路・南京西路・張江路方面 |
| 15号線ホーム（地下3階） |        |                                |
| ③                       | 15号線 | 紫竹高新区方面                 |
| ④                       | 15号線 | 顧村公園方面                   |

## 駅周辺
- 長風公園

## 歴史
- 2012年12月30日 - 当駅区間を含む13号線が開業。
- 2014年11月1日 - 開業。
- 2021年1月23日 - 15号線開業[1][2]。

## 隣の駅
上海軌道交通
 13号線
真北路駅 - 大渡河路駅 - 金沙江路駅
 15号線
梅嶺北路駅 - 大渡河路駅 - 長風公園駅